# Coupe d'Afrique des nations de football des moins de 17 ans 2007
Navigation
CAN U17 2005 CAN U17 2009
La Coupe d’Afrique des nations des moins de 17 ans 2007 est un tournoi de football organisé par la Confédération africaine de football (CAF). Elle se déroule tous les deux ans et oppose les meilleurs sélections africaines des moins de 17 ans.
L'édition 2007 a eu lieu au Togo du 10 mars au 25 mars 2007 et elle a vu la victoire du Nigeria face au Togo sur le score de un but à zéro après prolongation.

## Qualifications

### Tour préliminaire
Les matchs aller du Tour Préliminaire tour se sont disputés les 14, 15, 16 et 17 juillet 2006. Quant aux matchs retour c'est le 29 juillet 2006 qu'ils se sont déroulés. Les vainqueurs accèderont au 1er tour.
| Équipe 1   | Score   | Équipe 2                  | Aller | Retour |
| ---------- | ------- | ------------------------- | ----- | ------ |
| Libye      | 2-3     | Érythrée                  | 2-1   | 0-2    |
| Algérie    | 0-4     | Mauritanie                | 0-0   | 0-4    |
| Mozambique | 1-4     | Zambie                    | 1-2   | 0-2    |
| Lesotho    | forfait | Malawi                    | 0-3   | 2-1    |
| La Réunion | 4-1     | Maurice                   | 4-1   | 0-0    |
| Tchad      | 2-3     | Gabon                     | 1-0   | 1-3    |
| RD Congo   | forfait | République centrafricaine | 1-1   | /      |
| Somalie    | 0-2     | Rwanda                    | /     | 0-2    |
| Soudan     | forfait | Djibouti                  | /     | /      |
| Namibie    | forfait | Botswana                  | /     | /      |
| Bénin      | forfait | Congo                     | /     | /      |
| Sénégal    | forfait | Liberia                   | /     | /      |
| Ouganda    | forfait | Éthiopie                  | /     | /      |

### Premier tour
Les matchs aller du premier tour se sont disputés le 16 septembre 2006. Les matchs retour se sont déroulés le 14 octobre 2006. Les vainqueurs sont qualifiés au 2e tour.
| Équipe 1       | Score            | Équipe 2                  | Aller | Retour |
| -------------- | ---------------- | ------------------------- | ----- | ------ |
| Tunisie        | 2-1              | Mauritanie                | 1-1   | 1-0    |
| Gambie         | 0-4              | Sénégal                   | 0-2   | 0-2    |
| Angola         | 1-5              | Gabon                     | 1-1   | 0-4    |
| Cameroun       | 1-2              | République centrafricaine | 0-1   | 1-1    |
| Afrique du Sud | 9-1              | Botswana                  | 6-0   | 3-1    |
| Zimbabwe       | 2-2 (4-2 t.a.b.) | La Réunion                | 1-1   | 1-1    |
| Égypte         | 2-3              | Érythrée                  | 1-1   | 0-1    |
| Côte d'Ivoire  | forfait          | Bénin                     | /     | /      |
| Ghana          | 4-2              | Guinée                    | 3-1   | 1-1    |
| Nigeria        | 6-2              | Rwanda                    | 3-0   | 3-2    |
| Sierra Leone   | forfait          | Maroc                     | /     | /      |
| Burkina Faso   | 3-2              | Éthiopie                  | 1-0   | 2-2    |
| Soudan         | 1-6              | Zambie                    | 0-3   | 1-3    |
| Mali           | 5-0              | Malawi                    | 3-0   | 2-0    |

### Deuxième tour
Les matchs aller du deuxième tour se sont disputés les 24, 25 et 25 novembre 2006. Les matchs retour se sont déroulés les 9 et 10 décembre. Les vainqueurs accèderont à la phase finale.
| Équipe 1       | Score            | Équipe 2                  | Aller | Retour |
| -------------- | ---------------- | ------------------------- | ----- | ------ |
| Gabon          | 3-2              | République centrafricaine | 1-2   | 2-0    |
| Tunisie        | 1-1 (4-2 t.a.b.) | Sénégal                   | 1-0   | 0-1    |
| Nigeria        | 5-1              | Maroc                     | 5-0   | 0-1    |
| Mali           | 1-6              | Burkina Faso              | 1-6   | 0-0    |
| Érythrée       | 3-0              | Zambie                    | 1-0   | 2-0    |
| Afrique du Sud | 7-3              | Zimbabwe                  | 5-1   | 2-2    |
| Côte d'Ivoire  | 3-3              | Ghana                     | 3-1   | 0-2    |

## Participants à la phase finale
- Afrique du Sud
- Burkina Faso
- Érythrée
- Gabon
- Ghana
- Nigeria
- Togo (pays-hôte)
- Tunisie

### Groupe A
| Rang | Équipe         | Pts | J | G | N | P | Bp | Bc | Diff |
| ---- | -------------- | --- | - | - | - | - | -- | -- | ---- |
| 1    | Togo           | 6   | 3 | 2 | 0 | 1 | 4  | 4  | 0    |
| 2    | Tunisie        | 5   | 3 | 1 | 2 | 0 | 5  | 5  | 0    |
| 3    | Afrique du Sud | 4   | 3 | 1 | 1 | 1 | 5  | 5  | 0    |
| 4    | Gabon          | 1   | 3 | 0 | 1 | 2 | 2  | 5  | -3   |

### Groupe B
| Rang | Équipe       | Pts | J | G | N | P | Bp | Bc | Diff |
| ---- | ------------ | --- | - | - | - | - | -- | -- | ---- |
| 1    | Nigeria      | 9   | 3 | 3 | 0 | 0 | 12 | 1  | +11  |
| 2    | Ghana        | 6   | 3 | 2 | 0 | 1 | 9  | 3  | +6   |
| 3    | Burkina Faso | 3   | 3 | 1 | 0 | 2 | 5  | 5  | 0    |
| 4    | Érythrée     | 0   | 3 | 0 | 0 | 3 | 0  | 17 | -17  |

### Phase finale

#### Demi-finales
| 1/2 finale   | Togo | 2-1 | Ghana |  |
| 20 mars 2007 |      |     |       |  |

| 1/2 finale   | Nigeria | 2-0 | Tunisie |  |
| 20 mars 2007 |         |     |         |  |

#### Match pour la troisième place
| Match pour la 3e place | Ghana | 1-0 | Tunisie |  |
| 25 mars 2007           |       |     |         |  |

#### Finale
| Finale       | Togo | 0-1 ap | Nigeria |  |
| 25 mars 2007 |      |        |         |  |

## Résultat
| Vainqueur CAN U17 2007 Nigeria 2e titre |

## Sélections qualifiées pour la coupe du monde U17
Les quatre nations africaines qualifiées pour la coupe du monde de football des moins de 17 ans 2007 en Corée du Sud sont : 
- Nigeria
- Togo
- Ghana
- Tunisie